# Athena I
Athena I, känd som Lockheed Launch Vehicle (LLV) vid tiden för sin första uppskjutning och Lockheed Martin Launch Vehicle (LMLV) vid tiden för sin andra uppskjutning, var en amerikansk fastbränsleraket. Första uppskjutningen av raketen gjordes den 15 augusti 1995. Den var den första raketen i Athena-familjen av raketer, följd av den större Athena II.
Athena I var en trestegsraket. Det första och andra steget hade fasta bränslen medan det tredje steget använde ett enkomponentsbränsle. Det första steget var en Castor 120, som också används på vissa versioner av Taurusraketen. En Orbus 21D-motor användes som andra steg vid uppskjutningar fram till 2001. Det tredje steget är en Orbital Adjustment Module som används för den slutliga inpassningen, som drivs av fyra MR-107-motorer med hydrazin som bränsle.
Innan Athena I togs ur drift 2001 skedde uppskjutningar från Space Launch Complex 6 på Vandenberg Air Force Base, Launch Complex 46 på Spaceport Florida och från ramp 1 på Kodiak Launch Complex.
Fyra Athena I-uppskjutningar genomfördes, med ett misslyckande. Jungfrufärden genomfördes från SLC-6 vid Vandenberg och lyfte kl. 22:30 UTC den 15 augusti 1995. Avsikten var att placera GemStar-1 i omloppsbana, men raketen förstördes av säkerhetsofficeren på skjutfältet efter ett fel i styrsystemet som ledde till att man förlorade kontrollen över den. Uppskjutningen var den första från SLC-6, som ursprungligen hade byggts för uppskjutningar av Manned Orbital Laboratory med Titan III-raketen, och som senare byggdes om för uppskjutningar av rymdfärjan i polär omloppsbana. Både MOL och de polära rymdfärjeflygningarna ställdes in innan några uppskjutningar hade gjorts från SLC-6. Nästa Athena I-uppskjutning ägde rum den 23 augusti 1997 och placerade framgångsrikt Lewis-satelliten i omloppsbana för NASA. Även denna uppskjutning skedde från SLC-6 vid Vandenberg. Den tredje Athena I-uppskjutningen skedde från LC-46 på Spaceport Florida den 27 januari 1999. Nyttolasten, ROCSAT-1, var den första satelliten som drevs av Taiwan. Den fjärde uppskjutningen, som genomfördes den 30 september 2001, var den första uppskjutningen till omloppsbana som gjordes från Kodiak Island. Den kallades Kodiak Star-uppdraget och placerade framgångsrikt satelliterna Starshine 3, Picosat 9, PCSat och Sapphire i omloppsbana.